# Lesperon

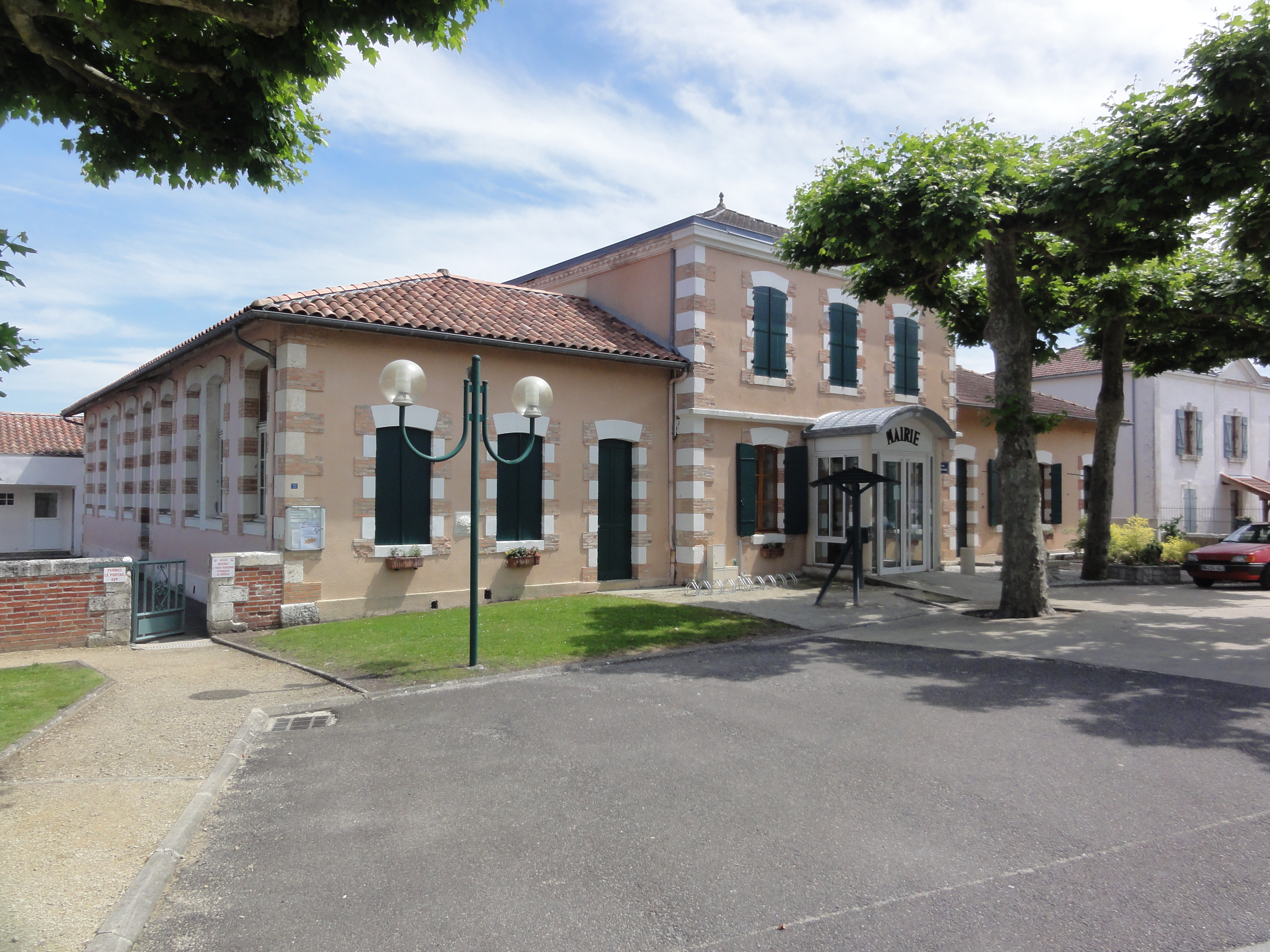

Lesperon là một xã, thuộc tỉnh Landes trong vùng Nouvelle-Aquitaine. Xã này có diện tích 102,81 km², dân số năm 2006 là 939 gười. Xã này nằm ở khu vực có độ cao trung bình 70 mét trên mực nước biển.

## Biến động dân số
| Năm | 1962  | 1968  | 1975  | 1982  | 1990 | 1999 | 2006 |
| --- | ----- | ----- | ----- | ----- | ---- | ---- | ---- |
| Dân số | 1 000 | 1 018 | 1 020 | 1 016 | 996  | 864  | 939  |
| From the year 1962 on: No double counting—residents of multiple communes (e.g. students and military personnel) are counted only once. |       |       |       |       |      |      |      |